# 切杰尔
切杰尔（Jhajjar）是印度哈里亚纳邦切杰尔县的一个城镇。总人口39004（2001年）。

## 人口
该地2001年总人口39004人，其中男性20966人，女性18038人；0—6岁人口5531人，其中男3086人，女2445人；识字率69.33%，其中男性为76.12%，女性为61.44%。